# Железнодорожный транспорт в Нидерландах

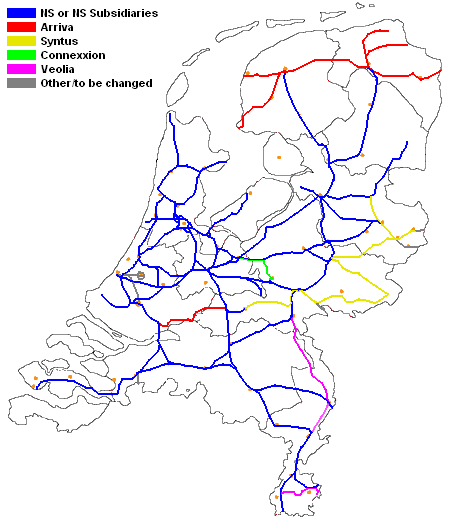
Концессии на железнодорожные перевозки в Нидерландах (2007)

Железнодорожный транспорт Нидерландов находится под управлением правительственного агентства ProRail, которое выдаёт концессии на использование сети железных дорог различным операторам. Протяжённость железнодорожной сети составляет 2809 километров. Железнодорожный путь имеет ширину колеи 1435 мм.

## История
Первая железнодорожная линия в Нидерландах между городами Амстердам и Харлем была открыта в 1839 году. Вскоре она была продлена до Гааги и Роттердама. Изначально ширина колеи составляла 1945 мм, но в 1866 году была перестроена на стандартную колею 1435 мм. Дальнейшее развитие происходило в XIX веке. В XX веке большинство главных линий были электрифицированы (первой электрифицированной линией в 1908 году стал участок Гаага — Роттердам).

## Компании-операторы

Центральный вокзал Амстердама, 2017

В 1938 году большинство частных железнодорожных компаний были объединены в компанию Nederlandse Spoorwegen. Она монопольно владела всем железнодорожным транспортом до 1992 года. С этого времени появилось несколько конкурирующих компаний:
- Arriva — управляет второстепенными линиями на севере страны
- Syntus — управляет второстепенными линиями на востоке страны
- Veolia — управляет второстепенными линиями на юге страны
- Connexxion — управляет одной линией в центральной части

Несмотря на это Nederlandse Spoorwegen остается основным оператором на рынке железнодорожных перевозок.
В сфере грузовых перевозок лидерство принадлежит оператору Railion. Существует несколько мелких компаний, занимающихся грузовыми перевозками:
- Dillen & Le Jeune Cargo
- ERS Railways
- Rail4chem
- Veolia Cargo

Инфраструктура железных дорог обслуживается и управляется правительственным агентством ProRail.

## Железнодорожная сеть

Электропоезд VIRM типа InterCity на вокзале Амстердама, 31 октября 2017

Железнодорожный транспорт соединяет почти все крупные города страны и ориентирован, в основном, на пассажирские перевозки. Основной объём грузовых перевозок приходится на линию, соединяющую Порт Роттердама и сталелитейные предприятия Koninklijke Hoogovens. Грузовые составы следуют по тем же трассам, что и пассажирские поезда, за исключением открытой в 2006 году линии между Роттердамом и Германией (см. Линия Бетюве).
Сеть железных дорог Нидерландов грамотно спроектирована и широко разветвлена. Основные направления развития направлены на улучшение эффективности и объёма перевозок. 
Большая часть сети электрифицирована. В основном используется напряжение в контактной сети 1,5 кВ постоянного тока, а на высокоскоростных линиях и на грузовой линии Бетюве — напряжение в сети 25 кВ 50 Гц переменного тока.
На основных линиях максимальная скорость ограничена 140 км/ч. На двух высокоскоростных линиях между аэропортом Схипхол и Роттердамом, и из Роттердама к южной границе с Бельгией скорость движения ограничена 300 км/ч для высокоскоростных поездов, и 160 км/ч для поездов внутреннего сообщения.

## Железнодорожное сообщение с другими странами
Железные дороги Нидерландов в нескольких местах соединяются с Бельгией и Германией.
Пять пограничных пересечений электрифицированы, но из-за разницы напряжений в контактной сети железнодорожные составы должны менять локомотив. Старые Бельгийские поезда, работающие от сети с напряжением 3 кВ (например электропоезда серии AM 66), достигают Розендаля и Маастрихта на пониженном напряжении. Более современный подвижной состав, предназначенный для бельгийского-нидерландского сообщения (например скоростные поезда Thalys и электровозы серии 11 бельгийских железных дорог) — двухсистемный, одинаково эффективно может работать на обеих системах электрификации. Как альтернатива используется тепловозная тяга. Некоторые переходы не используются или используются исключительно для грузовых перевозок.